# Casa Kirkpatrick
La casa Kirkpatrick, también conocida como casa Bradley, es una residencia histórica ubicada sobre la ruta 331 al oeste de Highland Home, Alabama, Estados Unidos.

## Historia
La casa es uno de los dos únicos edificios que quedan del Highland Home College, uno de los más de 100 institutos de educación superior fundados en Alabama en la década de 1880. El coronel M.L. Kirkpatrick, uno de los fundadores de la escuela, construyó la casa en algún momento antes de 1870. Cuando se fundó el Highland Home Institute a principios de la década de 1880, la casa se convirtió en el dormitorio de la nueva escuela. La escuela cambió su nombre a Highland Home Male and Female College en 1889 y funcionó hasta 1916; durante este tiempo, fue el único instituto de educación superior en el condado de Crenshaw. La casa Kirkpatrick es el único edificio sobreviviente de los primeros años de la escuela, así como el edificio más antiguo de Highland Home.
La casa Kirkpatrick se agregó al Registro Nacional de Lugares Históricos el 25 de febrero de 1975.